# Tito Cucio Cilto
Tito Cucio Cilto (en latín: Titus Cutius Ciltus) fue un senador romano que vivió siglo I, y desarrolló su carrera política bajo los imperios de Calígula, Claudio y Nerón.

## Carrera
Su único cargo conocido fue el de consul suffectus para el nundinum de julio y agosto del año 56.
En Roma se conserva una inscripción de origen desconocido, conservada en el teatro Marcelo, que corresponde con una basa de estatua, aunque se desconoce por qué recibió este honor, y cuyo desarrollo es el siguiente:

T(itus) Cutius T(iti) f(ilius)

Clu(stumina) Ciltus

Su pertenencia la tribu Clustumina indica que procedía de los alrededores de Roma. En esta ciudad también esta constatada su familia, con el epitafio de uno de sus libertos, llamado Tito Cucio Nerito. También se conservan dos tuberías de plomo encontradas en el Palatino selladas con su nombre.